# Schibin al-Kaum
Schibin al-Kaum (arabisch شبين الكوم, DMG Šibīn al-Kaum; ägyptisch-arabisch Šibīn el-Kōm) oder Shibin El Kom ist eine Stadt in Ägypten am Nildelta und Verwaltungssitz des Gouvernements Al-Minufiyya. Die Stadt hat ca. 180.000 Einwohner mit weiteren 450.000 Einwohnern in der näheren Umgebung.
In der Stadt befindet sich der Hauptcampus der Minufiya-Universität.